# Micrurus diana
Espèce
Synonymes
- Micrurus frontalis diana Roze, 1983

Micrurus diana est une espèce de serpents de la famille des Elapidae. 

## Répartition
Cette espèce est endémique du département de Santa Cruz en Bolivie. Elle se rencontre dans la Serrania de Santiago et la Serrania Huanchaca.

## Publication originale
- Roze, 1983 : New World coral snakes (Elapidae): a taxonomic and biological summary. Memórias do Instituto Butantan, vol. 46, p. 305-338.